# 亞當·希克斯
亞當·希克斯（英語：Adam Hicks；1992年11月28日—）是美國的一位演員和歌手。他首次在電影中擔任主演是在《誰的蟲子比較難吃》，此後他也出演了多部迪士尼喜劇。